# کویاما (کالیفرنیا)
کویاما (به انگلیسی: Cuyama) یک منطقهٔ مسکونی در ایالات متحده آمریکا است که در شهرستان سانتا باربارا، کالیفرنیا واقع شده‌است. کویاما ۱٫۱۸۶ کیلومتر مربع مساحت و ۵۷ نفر جمعیت دارد و ۶۹۸٫۹۱ متر بالاتر از سطح دریا واقع شده‌است.